# Fusuisaurus zhaoi
Fusuisaurus zhaoi ("ještěr z oblasti Fu-suej") byl druh velkého sauropodního dinosaura z kladu Titanosauriformes, který žil v období spodní křídy (asi před 118 až 110 miliony let) na území dnešní středojižní Číny (autonomní oblast Kuang-si).

## Objev a popis
Fosilie tohoto dinosaura byly objeveny roku 2001 v sedimentech souvrství Na-pchaj v lokalitě Liou-pang-cchun (Liubangcun) a mají podobu fragmentárních částí kostry (levá kyčelní a stydká kost, přední ocasní obratle, většina žeber a distální část levé stehenní kosti). Holotyp nese označení NHMG 6729. V roce 2006 byl na základě těchto fosilií popsán nový druh vývojově primitivního (bazálního) titanosauriforma Fusuisaurus zhaoi. Druhové jméno je poctou čínskému paleontologovi Čao (angl. Zhao) Si-ťinovi (který během své vědecké kariéry pojmenoval šestnáct různých druhů dinosaurů a zemřel roku 2012).

## Rozměry
Podle amerického badatele Gregoryho S. Paula dosahoval tento sauropod délky kolem 22 metrů a hmotnosti zhruba 35 tun.
Fosilie kosti pažní (humeru), popsaná začátkem roku 2020, má dochovanou délku 183,5 cm. Je tak o 2,5 cm delší než stejná kost u gigantického sauropoda druhu Argentinosaurus huinculensis a naznačuje, že fusuisauři patřili k obřím druhům sauropodů. Přesto je jejich hmotnost autory zmíněné studie odhadována spíše na mírně nadprůměrných 35 metrických tun.